# Декларація про надання незалежності колоніальним країнам і народам
Декларація про надання незалежності колоніальним країнам і народам — декларація, прийнята 15-ю сесією ГА ООН 14 грудня 1960 з ініціативи СРСР. Проголошувала необхідність покласти край колоніалізму і пов'язаної з ним будь-якій практиці сегрегації і дискримінації, а також підтверджувала невід'ємне право на повну незалежність і свободу народів всіх колоніальних країн і інших несамоврядних територій. Декларація підтвердила право всіх народів на самовизначення; закликала держави світу розвивати відносини на основі рівноправності, невтручання у внутрішні справи, поважання суверенних прав усіх народів і територіальної цілісності держав.